# Ehrgeiz

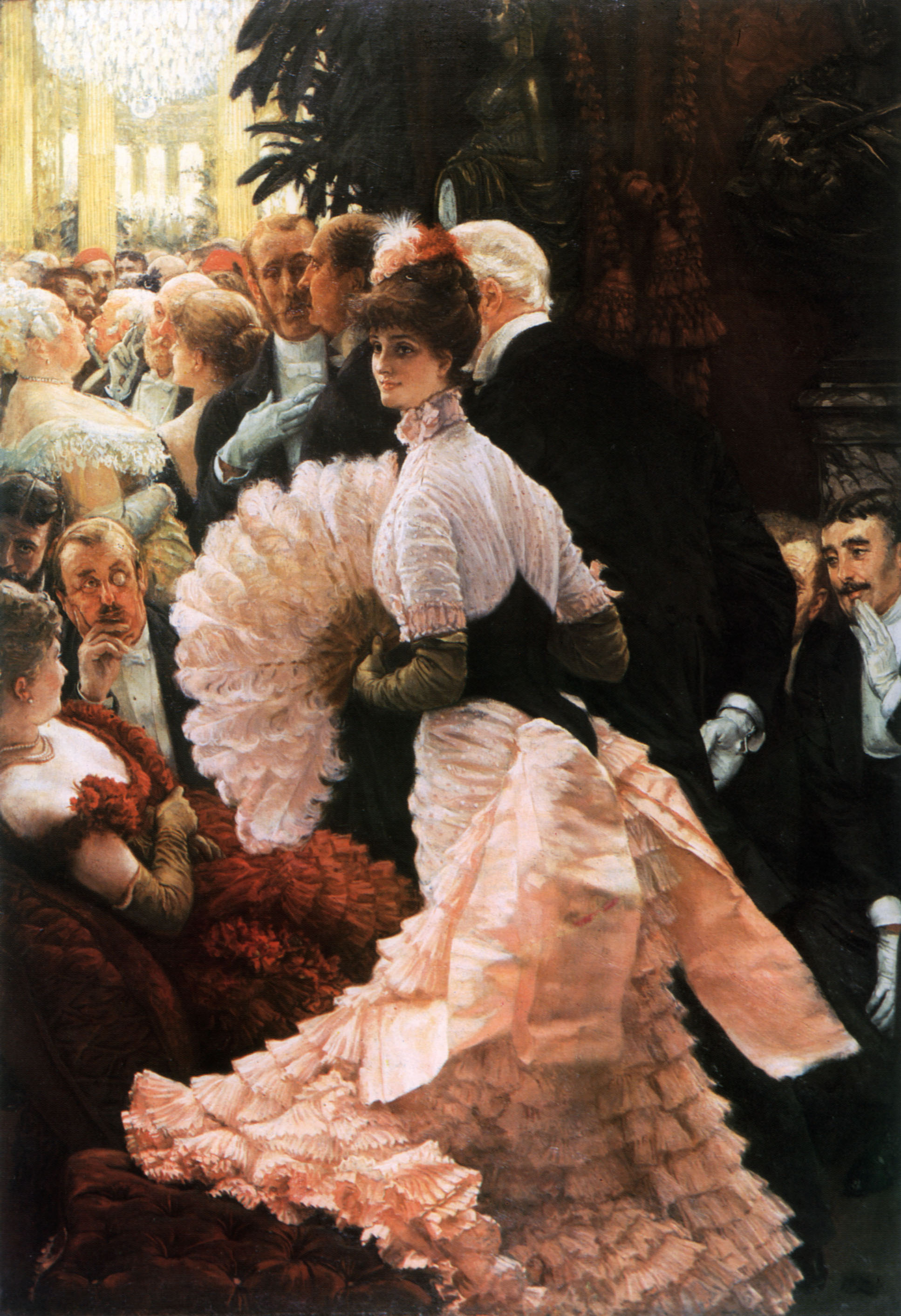
James Tissots Ölgemälde A Woman of Ambition (1883–85) zeigt eine junge Frau, deren Interesse, in der Politik mitzureden, im späten 19. Jahrhundert die Gemüter der Männer erregt

Unter Ehrgeiz (auch: Ambition, Eifer) versteht man das im Charakter verankerte Streben eines Menschen nach persönlichen Zielen wie Leistung, Erfolg, Anerkennung, Einfluss, Führung, Wissen oder Macht. Anders als „Engagement“ ist Ehrgeiz eher auf den eigenen Nutzen als auf altruistische Ziele gerichtet. Anders als das Besitzstreben ist Ehrgeiz allerdings nicht oder höchstens indirekt auf materielle Vorteile gerichtet.
Ehrgeiz ist Gegenstand moralphilosophischer, psychologischer, pädagogischer und politikwissenschaftlicher Betrachtung.

## Wort- und Ideengeschichte

### Etymologie
Das Wort „Ehrgeiz“ geht auf Althochdeutsch êre (Ehre) und gite (Gier) zurück. Im Mittelhochdeutschen ist die Form erengitec nachgewiesen.
Dem verwerflichen, vom 18. Jahrhundert an auch als „falsch“ bezeichneten Ehrgeiz wird seit dem 19. Jahrhundert der Begriff eines „gesunden Ehrgeizes“ gegenübergestellt, wobei der Unterschied zwischen beiden jedoch nur selten erörtert wird. Gelegentlich ist erläutert worden, dass „gesunder“ bzw. „echter“ Ehrgeiz auf erreichbare Ziele gerichtet sei, während der „falsche“ Ehrgeiz auf Selbstüberschätzung basiere. Als „falscher“ Ehrgeiz gilt jedoch auch ein Streben nach Anerkennung, die man nicht verdient habe. Wieder andere Autoren betonen, dass bei „gesundem“ Ehrgeiz das Interesse an der Sache größer sei als der Wunsch nach Anerkennung.

### Griechische Antike
Aristoteles behandelte in der Nikomachischen Ethik auch den Ehrgeiz (griechisch φιλοτιμία; philotimia) und rechnete ihn zu den seelischen Lustempfindungen.
Genauer führte er darüber aus, dass es, wie bei allen seelischen Haltungen, auch beim Ehrgeiz ein Zuviel und ein Zuwenig gebe. Man könne ihn aber weder als Tugend noch als Laster eindeutig beurteilen: Denn einerseits gelte der Ehrgeizige als mannhaft und für das Gute begeistert, der Nichtehrgeizige aber als maßvoll und besonnen. Andererseits werde der Ehrgeizige getadelt, wenn er Ehre im Übermaß oder auf nicht akzeptable Weise gewinnen will; außerdem sei er für Schmeichelei anfällig. Der Nichtehrgeizige werde getadelt, weil er „nicht einmal die Ehre sucht, die aus dem sittlich Schönen erwächst“. Lob und Tadel würden also jeweils im Hinblick auf das Zuviel und das Zuwenig erteilt; denn für das rechte Maß zwischen den Extremen – für Aristoteles die Tugend – fehle der Sprache hier das entsprechende Wort.

### Christentum
Im Neuen Testament wird das Wort philotimeomai (Ehrgeizig sein) immer in einem positiven Sinn verwendet (Römer 15, 20; 2. Korinther 5, 9: 1. Thessalonicher 4, 11).
In der christlichen Ethik, die allein auf den Glauben und die Nachfolge Christi ausgerichtet war, wurde eine bestimmte Art des Ehrgeizes den Untugenden zugeordnet. Im Evangelium steht: „Denn wer sich selbst erhöht, wird von Gott erniedrigt werden, wer sich aber selbst gering achtet, wird von Gott erhöht werden.“ (Matthäus 23,12). Besonders Paulus mahnt in seinen Briefen immer wieder und zu Demut und Bescheidenheit. Augustinus wird von Luther mit der Sentenz zitiert: „Ehrgeiz ist eine Mutter aller Ketzereien.“ Für Luther hat das Wort Ehrgeiz eine völlig andere Bedeutung als in der Antike, er setzt es damit gleich, die eigene Ehre zu suchen. Deshalb hält Luther den Ehrgeiz, obwohl er universell verbreitet sei, für die größte Sünde überhaupt, ein „subtiles Gift“ und eine „Seuche“. Denn wenn der Mensch die eigene Ehre suche, diene er erstens nicht – wie das Evangelium dies lehrt – seinem Nächsten; Luther hält den Ehrgeiz darum für die zentrale Ursache allen Unglücks und Unfriedens auf Erden. Zweitens, schlimmer noch, beraube der ehrsüchtige Mensch die Ehre Gottes.

### Machiavelli
Der italienische Staatsphilosoph Niccolò Machiavelli (1469–1527) hat sich mit dem Ehrgeiz unter anderem in seinem Gedicht Dell’ambizione beschäftigt. Angewandt auf das Schicksal des unter der französischen Vorherrschaft leidenden Italiens entwickelt er darin eine politische Psychologie des Ehrgeizes und der Habsucht, die er für menschliche Urleidenschaften hält. Weil sie direkt gegen das Wohl des jeweils anderen Menschen gerichtet seien, betrachtet er sie als die schicksalhafte Ursache allen menschlichen Unglücks. Zwar sei es unmöglich, den Ehrgeiz ganz aus der Welt zu schaffen; in einem Staat, in dem ein starker König und gute Gesetze Ordnung gewährleisten, und in dem „sich mit Ehrgeiz ein kühnes Herz vereint und tapfre Waffen“, werde es aber immerhin gelingen, die Zerstörung vom Inneren fernzuhalten und nach außen, d. h. gegen einen Kriegsgegner, zu richten.

### Kant
Immanuel Kant (1724–1804) schreibt über die Ehrsucht:

„Ehrsucht ist die Schwäche der Menschen, wegen der man auf sie durch ihre Meinung […] Einfluss haben kann. […] Sie ist nicht Ehrliebe, eine Hochschätzung, die der Mensch von anderen wegen seines inneren (moralischen) Wertes erwarten darf, sondern Bestreben nach Ehrenruf, wo es am Schein genug ist.“

Der Mensch ist für Kant ein Wesen, das ständig zwischen der Gesellschaft und der Ungeselligkeit schwankt. Er braucht die anderen Menschen, um seine Fähigkeiten zu entwickeln; ebenso hat er jedoch den Hang zum Eigensinn, d. h. dazu, den Mitmenschen Widerstand entgegenzusetzen: einen Hang, aus dem die Trias Ehrsucht, Herrschsucht und Habsucht entsteht.

### Scheler
Der Philosoph Max Scheler (1874–1928) hat im Rahmen seiner Ressentimenttheorie den „Streber“ als den dominanten Sozialtypus der modernen Konkurrenzgesellschaft beschrieben. Im Gegensatz zum „Ressentimenttypus“, der von Ohnmacht und Schwäche niedergedrückt wird, verhält der Streber sich aktiv und vertraut auf sein eigenes Handeln. Angetrieben wird er von einem zum Ressentiment verfestigten Neid und einem zum Habitus gewordenen Wetteifer. Die „Sache“, um die er sich scheinbar bemüht, ist ihm im Grunde gleichgültig, letztlich geht es ihm nur um das Mehrsein und Mehrgelten.

## Psychologische und pädagogische Perspektive
In der Psychologie und der Pädagogik entspricht dem Begriff „Ehrgeiz“ der Terminus „Motivation“.
Bei Erziehungskonzepten, deren Ziel eine ausgeprägte Leistungsorientierung ist, werden neben der intrinsischen Motivation und Fertigkeiten z. B. auf akademischem, künstlerischem oder sportlichem Gebiet zweckmäßigerweise auch Kompetenzen wie Selbstwirksamkeitserwartung, Ausdauer und Fleiß vermittelt. Konzepte dagegen, bei denen über die Motivation hinaus auch ein Wettbewerbs- und Konkurrenzdenken gefördert wird, gelten heute als problematisch, weil solche Erziehungsziele in unauflösbarem Konflikt mit Kompetenzen wie Teamgeist und Empathie stehen, die in modernen Gesellschaften weitaus machtvollere Prädiktoren für beruflichen Erfolg und persönliches Glück sind als Einzelkämpfertum und schiere Leistung.

## Politikwissenschaftliche Perspektive
Der Politikwissenschaftler Joseph A. Schlesinger unterschied 1966 drei Typen von Politiker-Ehrgeiz:
- Unter progressiver Ambition verstand er das Streben eines Politikers nach einem höheren Amt, als er derzeit einnimmt.
- Als statische Ambition bezeichnete er das Bestreben eines Politikers, ein Amt, das er derzeit einnimmt, so lange wie möglich zu halten.
- Diskrete Ambition (discrete ist engl. für „einzeln“, „für sich allein stehend“) ist das Streben eines Politikers, ein bestimmtes politisches Ziel oder Amt einmal zu erlangen, ohne es notwendigerweise dauerhaft oder mehrfach einnehmen zu wollen.

## Ehrgeiz als Thema in Literatur und Film
Ehrgeiz ist ein zentrales Thema in vielen literarischen Werken. Beispiele:
- William Shakespeare: Macbeth (England, 1606)
- Stendhal: Rot und Schwarz (Frankreich, 1830)
- Guy de Maupassant: Bel-Ami (Frankreich, 1885)
- Henrik Ibsen: Hedda Gabler (Norwegen, 1890)
- Klaus Mann: Mephisto (Deutschland, 1956)

Auch in vielen Spielfilmen steht das Thema im Mittelpunkt. Beispiele:
- Baby Face (USA, 1933)
- Citizen Kane (USA, 1941)
- Der Mann, der herrschen wollte (USA, 1949)
- Bellissima (Italien, 1951)
- Alles über Eva (USA, 1951)
- Becket (Großbritannien, 1963)
- Black Swan (USA, 2010)
- Whiplash (USA, 2014)